# Association des sociétés françaises d'autoroutes
Pour les articles homonymes, voir ASFA.
L’Association des sociétés françaises d'autoroutes (ASFA) est une association professionnelle qui regroupe les acteurs du secteur de la concession et de l'exploitation d'autoroutes et d'ouvrages routiers. Elle compte 21 membres. Considérée comme le lobby autoroutier en France, sa principale mission est de la représentation et la défense des intérêts de la profession.
Elle a également contribué à mettre en lumière l'importance de la somnolence dans la mortalité routière.

## Présidence
- 2006-2009 : Henri Stouff
- 2009-2012 : Jean-François Roverato[3]
- 2012-2016 : Pierre Coppey
- 2016-2017 : Jean Mesqui[4]
- depuis 2017 : Arnaud Hary[5]

## Logos

Logo.

## Activité de lobbying en France
Pour l'année 2017, l'ASFA déclare à la Haute Autorité pour la transparence de la vie publique exercer des activités de lobbying en France pour le compte de 18 clients, et pour un montant qui n'excède cependant pas 200 000 euros.

## Prises de position
Lors de la pandémie de Covid-19, l'ASFA choisit de communiquer a minima sur le remboursement des frais de péage des personnels soignants, « afin que les demandes n'affluent pas ».